# Nephelaphyllum beccarii
Nephelaphyllum beccarii är en orkidéart som beskrevs av Rudolf Schlechter. Nephelaphyllum beccarii ingår i släktet Nephelaphyllum och familjen orkidéer. Inga underarter finns listade i Catalogue of Life.